# Regeringen Fagerholm III
Regeringen Fagerholm III var Republiken Finlands 44:e regering bestående av Socialdemokraterna, Agrarförbundet, Samlingspartiet, Finska folkpartiet och Svenska folkpartiet. Ministären regerade från 29 augusti 1958 till 13 januari 1959. Demokratiska Förbundet för Finlands Folk (DFFF) hade segrat i riksdagsvalet 1958 men de övriga stora partierna beslutade att bilda en koalitionsregering utan deras medverkan. DFFF förblev i opposition och Sovjetunionen uttryckte sitt missnöje med den nya ministären ledd av Karl-August Fagerholm, vilket ledde till den så kallade nattfrosten i relationerna mellan Sovjetunionen och Finland. Läget mildrades med utrikesminister Johannes Virolainens avgång i december 1958 och i januari 1959 utnämnde president Urho Kekkonen en minoritetsregering ledd av V.J. Sukselainen med uppdrag att förbättra relationerna med det östra grannlandet. På grund av den diplomatiska krisen med Sovjetunionen har Fagerholms tredje och sista regering gått i historien under smeknamnet "nattfrostregering".
| Minister                                                                                                  | Ämbetsperiod                                                                                    | Parti                                                |
| --- | ----------------------------------------------------------------------------------------------- | ---------------------------------------------------- |
| Statsminister Karl-August Fagerholm Johannes Virolainen, ställföreträdare Onni Hiltunen, ställföreträdare | 29 augusti 1958–13 januari 1959 29 augusti 1958–4 december 1958 4 december 1958–13 januari 1959 | Socialdemokraterna Agrarförbundet Socialdemokraterna |
| Utrikesminister Johannes Virolainen Karl-August Fagerholm                                                 | 29 augusti 1958–4 december 1958 4 december 1958–13 januari 1959                                 | Agrarförbundet Socialdemokraterna                    |
| Justitieminister Sven Högström                                                                            | 29 augusti 1958–13 januari 1959                                                                 | Svenska folkpartiet                                  |
| Inrikesminister Atte Pakkanen                                                                             | 29 augusti 1958–13 januari 1959                                                                 | Agrarförbundet                                       |
| Försvarsminister T.A. Wiherheimo                                                                          | 29 augusti 1958–13 januari 1959                                                                 | Samlingspartiet                                      |
| Finansminister Päiviö Hetemäki                                                                            | 29 augusti 1958–13 januari 1959                                                                 | Samlingspartiet                                      |
| Minister i finansministeriet Mauno Jussila                                                                | 29 augusti 1958–13 januari 1959                                                                 | Agrarförbundet                                       |
| Undervisningsminister Kaarlo Kajatsalo                                                                    | 29 augusti 1958–13 januari 1959                                                                 | Finska folkpartiet                                   |
| Jordbruksminister Martti Miettunen Urho Kähönen                                                           | 29 augusti 1958–14 november 1958 14 november 1958–13 januari 1959                               | Agrarförbundet                                       |
| Minister i jordbruksministeriet Niilo Kosola                                                              | 29 augusti 1958–13 januari 1959                                                                 | Samlingspartiet                                      |
| Minister för kommunikationsväsendet och allmänna arbetena Kusti Eskola                                    | 29 augusti 1958–13 januari 1959                                                                 | Agrarförbundet                                       |
| Minister i ministeriet för kommunikationsväsendet och allmänna arbetena Olavi Lindblom                    | 29 augusti 1958–13 januari 1959                                                                 | Socialdemokraterna                                   |
| Handels- och industriminister Onni Hiltunen                                                               | 29 augusti 1958–13 januari 1959                                                                 | Socialdemokraterna                                   |
| Minister i handels- och industriministeriet T.A. Wiherheimo                                               | 29 augusti 1958–13 januari 1959                                                                 | Samlingspartiet                                      |
| Socialminister Väinö Leskinen                                                                             | 29 augusti 1958–13 januari 1959                                                                 | Socialdemokraterna                                   |
| Minister i socialministeriet Rafael Paasio                                                                | 29 augusti 1958–13 januari 1959                                                                 | Socialdemokraterna                                   |

## Regeringens partisammansättning
| 29 augusti 1958       | 13 januari 1959       |
| --------------------- | --------------------- |
| Socialdemokraterna 5  | Socialdemokraterna 5  |
| Agrarförbundet 5      | Agrarförbundet 4      |
| Samlingspartiet 3     | Samlingspartiet 3     |
| Finska folkpartiet 1  | Finska folkpartiet 1  |
| Svenska folkpartiet 1 | Svenska folkpartiet 1 |

## Fotnoter
1. ↑  Kekkonen och kriserna med Sovjetunionen av Ida Fellman. YLE Arkivet. Läst 30 juni 2011.
2. ↑  Regeringshistoria Arkiverad 11 juni 2011 hämtat från the Wayback Machine.. Statsrådet. Läst 30 juni 2011.
3. ↑  44. Fagerholm III Arkiverad 1 september 2017 hämtat från the Wayback Machine. Statsrådet. (finska)